# هنریک آهارونیان
هنریک آهارونیان ( زاده ۱۹۲۷ - درگذشته ۲۰۰۳) کارآفرین، نقاش ارمنی‌تبار ایرانی بود.

## زندگی‌نامه
هنریک در سال ۱۳۰۶، کراسنودار، روسیه زاده شد؛ سه ساله بود که خانواده‌اش به ایران بازگشتند؛ آنها ابتدا ساکن روستای هفتوان، سلماس شدند، اما در سال ۱۳۲۶ به تهران آمدند. هنریک تحصیلاتش را در تهران ادامه داد و از دانشکدهٔ اقتصاد دانشگاه تهران فارغ‌التحصیل شد. در بانک ملی ایران و سپس بانک ایران و فرانسه کار کرد؛ با درگذشت پدرش از بانک استعفا داد و به اداره کردن فروشگاه «کارخانه تولید فراورده‌های گوشتی آندره» پرداخت. هنریک در فروشگاه پشت نوارهای ماشین حساب نقاشی می‌کرد و آنها را در قوطی‌های خالی فیلم دوربین عکاسی قرار می‌داد. او از گروه نقاشان «نائیو» بود و در هیچ آکادمی و نزد هیچ استادی نقاشی نیاموخته بود.
نقاشی‌های هنریک به رغم صفحه رمانتیسمی بودن، برآمده از واقعیت‌های محیط است. آثارش را کم‌تر به کسی نشان می‌داد و برای دل خودش نقاشی می‌کرد، اما پس از درگذشتش در ۱۳۸۲ همسرش نقاشی‌های او را یافت و به دیگران نشان داد. برادرش لئون آهارونیان در زمستان سال ۱۳۸۳ نمایشگاهی از نقاشی‌های هنریک در تالارخانهٔ هنرمندان تهران برگزار کرد.

## نمایشگاه
- به استقبال بهار با رویاهای هنریک آهارونیان